# أسطفان كيسلي
أسطفان كيسلي (بودابست، 14 يونيو 1932م - بودابست، 28 أغسطس 2012م)،  كان أستاذًا جامعيًا في علم الأحياء والجغرافيا، وعالم أنثروبولوجيا.
كان عميلاً في جهاز أمن الدولة وخدم الديكتاتورية الشيوعية بنشاط وحماس غير مسبوقين؛ حيث كان يقدّم تقارير عن أعداد كبيرة من الكهنة والرهبان، بل وحتى عن أقاربه. أفكاره الزائفة التي تندرج ضمن "العلوم الزائفة" والتصوّفات الباطنية تُقابل بالرفض في الأوساط الأكاديمية والعلمية.

## حياته المهنية
تعلّم في مدرسة البندكتيين الثانوية في بودابست، وحصل في نفس وقت نيله لشهادة الثانوية العامة على شهادة موسيقية من المستوى المتوسط من أكاديمية ليزت للموسيقى، في تخصص البيانو والأرغن. التحق ب الرهبنة البيندكتية في بانونهالما، وبعد أن أصبح راهبًا وكاهنًا مُرسّمًا، طلب لاحقًا إعفاءه من مهامه من الفاتيكان. تخرّج عام 1963م من كلية العلوم الطبيعية في جامعة ELTE، بتخصص في الأحياء والجغرافيا. كما نال في العام نفسه لقب "دكتور جامعي" من خلال أطروحته في مجال هيدرولوجيا التربة.
بقي في قسم الأنثروبولوجيا في ELTE لمدة نصف عام، ثم عمل في قسم التشريح في جامعة سيملفيس لعدة سنوات.
منذ عام 1964م، كان باحثًا مشاركًا ثم باحثًا مشاركًا أول في معهد الآثار التابع للأكاديمية المجرية للعلوم ؛ عمل في مجال علم التشكل في القسم متعدد التخصصات كما ترأس مختبر الكيمياء. كانت مجالات بحثه هي كيمياء العظام، وعلم أنسجة العظام، وعلم مصل العظام، ومنذ ذلك الحين بدأ يهتم بتاريخ المجريين.

## أعماله
- القبور والعظام والناس. الأنثروبولوجيا في علم الآثار ؛ الفكر، بودابست، 1969
- القبور والعظام والناس. الأنثروبولوجيا في علم الآثار ؛ 2. إعادة العمل. المحرر؛ الفكر، بودابست، 1976
- أصول تكوين الجمجمة الاصطناعية في أوراسيا من الألفية السادسة قبل الميلاد إلى القرن السابع الميلادي ؛ أنغولرا فورد. سيمان كاتالين؛ BAR، أكسفورد، ١٩٧٨ ( التقارير الأثرية البريطانية. سلسلة تكميلية دولية ).
- أنثروبولوجيا اللومبارديين، ١-٢ ؛ أنغولرا فورد. سيمان كاتالين؛ BAR، أكسفورد، ١٩٧٩ ( التقارير الأثرية البريطانية. السلسلة الدولية ).
- شعوب الأرض، 1-5. ؛ الفكر، بودابست، 1979-1986؛ من المجلد الرابع بوسكي، بودابست، 2004-2005
  - 1. أوروبا ؛ 1979
  - 2. آسيا ؛ 1984
  - 3. أفريقيا ؛ 1986
  - 4. شعوب أمريكا ؛ 2004
  - 5. شعوب أستراليا وأوقيانوسيا ؛ 2005
- Miklós Béla Szőke – László Vándor: مقبرة Pusztaszentlászló في عصر Árpád / István Kiszely: تحقيق أنثروبولوجي للمقبرة ؛ أكاديمي، بودابست، 1987 ( الخطوط الأثرية المجرية )
- إستفان كيسيلي-جيولا سي-بيرت-ري تسانغ: بعد الساعة الرابعة والعشرين. البعثة المجرية بين الجوجور ؛ إستفان بولياك، كليفلاند، 1988
- إيلديكو هانكو – إستفان كيسيلي: السرداب البلاتيني ؛ بابيتس، سيكسارد، 1990
- من أين أتينا؟ نظريات حول الوطن الأصلي للمجريين ؛ مؤسسة الصافرة السادسة - ولاية جديدة، بودابست، 1992
- لا يزال بيتوفي؟ أدبيات أبحاث بيتوفي السيبيري حسب الترتيب الزمني ؛ إضافي، سيكشفهيرفار، 1993
- التاريخ ما قبل التاريخ للمجريين. كتاب جامعي ؛ بوابة-ELTE، جودولو-باب، 1995
- شعوب الأرض. سكان الأرض وشعوبها اليوم. كتاب جامعي، 1-5. ؛ بوابة-ELTE، جودولو-باب، 1995-1997
- "وادي هون" السويسري. وادي Val d'Anniviers في مقاطعة فاليه ؛ الكنيسة الوحدوية في المجر، بودابست، 1996
- التاريخ ما قبل التاريخ للمجريين. ماذا قدم المجريون للعالم 1-2؟ ؛ بوسكي، بودابست، 1996
- أصول وثقافة المجريين القديمة، 1-2. ؛ خارجي المحرر؛ بوسكي، بودابست، 2000 ISBN 963-9188-84-0 ; رقم ISBN 963-9188-85-9 [1.]؛ ISBN 963-9188-86-7 [2.] مكتبة بوسكي؛ دار طباعة جيوماي كنر، الطبعة الموسعة.
- توفي في سيبيريا. مرض عقلي مجري حزين. أحداث وأدبيات البحث في سيبيريا بيتوفي حسب الترتيب الزمني ؛ دار النشر المجرية، بودابست، 2000 ( كتب دار النشر المجرية )
- ما قبل التاريخ للشعب المجري. كتاب جامعي ودليل المعلم ؛ دار النشر المجرية، بودابست، 2001 ( كتب دار النشر المجرية )
- إلديكو هانكو – إستفان كيسيلي: في عالم أوزوريس. كيف كان المصريون القدماء يحنطون؟ ؛ كارد وجوغار، بي بي، 2003 ( Magyar Ház kövek )
- الرجل المجري. التاريخ البشري للمجريين في حوض الكاربات، 1-2. ؛ بوسكي، بودابست، 2004
- شعوب الأرض الرابع أمريكا، 2004
- شعوب الأرض ضد أستراليا وأوقيانوسيا، 2005
- ما قبل التاريخ وثقافة المجريين حتى غزو البلاد ؛ أتراكتور، ماريابيسني-غودولو، 2005 ( التاريخ المجهول. كتب الجيب )
- قبور، عظام، أشخاص (وشخص واحد). الأنثروبولوجيا التاريخية ؛ بوسكي، بودابست، 2006
- المجريون إنسانيون. الرجل المجري. كتاب جامعي ودليل المعلم ؛ البيت المجري، بودابست، 2007 ( كتب البيت المجري )
- إلديكو هانكو – إستفان كيسيلي: عادات غير عادية. زينة الجسم وغيرها من الظواهر البيولوجية والاجتماعية الغريبة ؛ بوسكي، بودابست، 2007
- أعياد أجدادنا. الحيوانات والنباتات وثقافة الغذاء لأسلافنا ؛ بوسكي، بودابست، 2009
- أصول وثقافة المجريين القديمة ؛ خارجي نشر؛ بوسكي، بودابست، 2009